# Досягаев, Александр Сергеевич
Александр Сергеевич Досягаев (4 сентября 1989 — 25 мая 2022, Васильевка) — российский военнослужащий, командир 2-го десантно-штурмового батальона 104-го гвардейского десантно-штурмового полка 76-й гвардейской десантно-штурмовой дивизии Воздушно-десантных войск, гвардии подполковник. Герой Российской Федерации (2022, посмертно).

## Биография
Родился 4 сентября 1989 года. Жил в рабочем посёлке Дмитриевка Никифоровского района Тамбовской области. В 2006 году окончил никифоровскую среднею школу № 1 и поступил в Рязанское гвардейское высшее воздушно-десантное командное училище имени генерала армии В. Ф. Маргелова.
С 2011 года служил в Пскове командиром парашютно-десантного взвода 104-го гвардейского десантно-штурмового Краснознамённого ордена Кутузова полка 76-й гвардейской десантно-штурмовой Черниговской Краснознамённой ордена Суворова дивизии. Затем командовал 6-й десантно-штурмовой ротой и 2-м десантно-штурмовым батальоном, который в 2020 году представлял ВДВ на параде в честь 75-летия Победы на Красной площади. Принимал участие в стратегических учениях «Запад — 2021», был победителем VIII Всероссийского всеармейского фестиваля «Армия России-2021» в номинации «Крылатая пехота». Награждён медалями Министерства обороны РФ, среди которых медаль ордена «За заслуги перед Отечеством» 2-й степени и медаль «За воинскую доблесть» II степени.
С 24 февраля 2022 года принимал участие во вторжении России на Украину. По информации военного ведомства РФ, в мае награждён орденом Мужества. По данным Министерства обороны РФ, 24 мая 2022 года подразделение Досягаева выполняло боевую задачу по прорыву оборонительного участка в районе населённого пункта Василёвка. Российские десантники захватили опорный пункт, но противник предпринял массовый обстрел пункта, в результате чего командир батальона Александр Досягаев получил ранения, несовместимые с жизнью. Согласно заявлению Службы безопасности Украины, ведомство установило Досягаева как командира, отдавшего приказ об убийстве четырёх мирных жителей в Буче, троих волонтёров и местного жителя. Согласно заявлениям СБУ, подразделение под командованием Досягаева участвовало в «зачистках» и фильтрации, проводимых РФ на захваченных территориях для запугивания и уничтожения сопротивления.
10 сентября 2022 года Указом Президента Российской Федерации за мужество и героизм, проявленные при исполнении воинского долга, гвардии подполковнику Александру Сергеевичу Досягаеву присвоено звание Герой России (посмертно). В сентябре 2022 года медаль «Золотая Звезда» была передана в Пскове семье Досягаева.

## Семья
Жена Мария и две дочки Виктория и Анастасия живут в Пскове.

## Примечание
1. 1 2 3 4  Елена Шамаева. Звезда Александра Досягаева. Звание Героя России посмертно присвоено уроженцу Никифоровского района (7 октября 2022). Дата обращения: 8 декабря 2022. Архивировано 7 декабря 2022 года.
2. ↑  Юлия Козак. Служить, касаясь облаков (недоступная ссылка — история). Красная звезда (газета) (15 октября 2021). Дата обращения: 6 декабря 2022.
3. ↑  Командир Александр Досягаев Псковского соединения ВДВ стал лучшим в номинации «Крылатая пехота». Вести-Псков (13 октября 2021). Дата обращения: 6 декабря 2022. Архивировано 20 октября 2021 года.
4. ↑  Елена Шамаева. В Никифоровском районе простились с погибшим героем-десантником (4 июля 2022). Дата обращения: 8 декабря 2022. Архивировано 7 декабря 2022 года.
5. ↑  Ukraine names decorated ‘Hero of Russia’ as commander responsible for at least four civilian deaths in Bucha (англ.). Meduza. Дата обращения: 10 июня 2024. Архивировано 10 июня 2024 года.
6. ↑  Двум псковским десантникам посмертно присвоили «Золотые звезды» Героев России. ТАСС (30 сентября 2022). Дата обращения: 6 декабря 2022. Архивировано 7 декабря 2022 года.